# Superman contre l'Élite
Pour plus de détails, voir Fiche technique et Distribution.
Superman contre l'Élite (Superman vs. The Elite) est un film d'animation américain réalisé par Michael Chang, sorti directement en vidéo en 2012, 14e film de la collection DC Universe Animated Original Movies.
Le film est une adaptation de l'histoire What's So Funny About Truth, Justice & the American Way? (en) parue dans Action Comics n°775, écrite par Joe Kelly, dessinée par Doug Mahnke et Lee Bermejo, et publiée par DC Comics en 2001.

## Synopsis
Superman voit sa suprématie remise en cause lors de l'apparition d'un nouveau groupe de super-héros moins éthique, appelé « l'Élite », qui ne connait aucune limite et n'hésite pas à tuer pour faire régner l'ordre. L'Élite et Superman se retrouvent alors en confrontation, ce qui n'est pas forcément à l'avantage de l'homme d'acier.

## Fiche technique
- Titre original : Superman vs. The Elite
- Titre français : Superman contre l'Élite
- Réalisation : Michael Chang
- Scénario : Joe Kelly, d'après une histoire de Joe Kelly, Doug Mahnke et Lee Bermejo, et les personnages de DC Comics
- Musique : Robert J. Kral
- Direction artistique du doublage original : Dawn Hershey
- Son : Robert Hargreaves, John Hegedes, Mark Keatts
- Montage : Christopher D. Lozinski
- Animation : Toshihiko Masuda, Hiroaki Noguchi, Koichi Suenaga, Yoichi Takata, Nobuo Tomizawa
- Coproduction : Alan Burnett
- Production déléguée : Sam Register et Bruce Timm
- Sociétés de production : Warner Bros. Animation et DC Entertainment
- Société de distribution : Warner Premiere
- Pays d'origine :  États-Unis
- Langue originale : anglais
- Genre : animation, super-héros
- Durée : 76 minutes
- Dates de sortie : 
  - États-Unis : 12 juin 2012
  - France : 4 juillet 2012
- Classification : PG-13 (interdit -13 ans) aux États-Unis

 Sauf indication contraire, les informations mentionnées dans cette section peuvent être confirmées par les bases de données cinématographiques IMDb et Allociné,  présentes dans la section « Liens externes ».

## Distribution

### Voix originales
- George Newbern : Superman / Clark Kent
- Pauley Perrette : Lois Lane
- Robin Atkin Downes : Manchester Black, Ambassadeur pokolistanais
- Dee Bradley Baker : Atomic Skull
- Ogie Banks : Terrence Baxter
- Catero Colbert : Coldcast
- Grey DeLisle : Manchester enfant
- Melissa Disney : Menagerie
- Paul Eiding : Pa Kent
- Troy Evans : Pundit
- Jennifer Hale : Garçon jouant à Superman
- David Kaufman : Jimmy Olsen
- Nolan North : Terroristes pokolistanais
- Tara Strong : Vera Black enfant
- Marcella Lentz-Pope : Vera Black adulte
- Fred Tatasciore : Perry White
- Bruce Timm : Agent du MI-5

### Voix françaises
- Emmanuel Jacomy : Superman / Clark Kent
- Véronique Augereau : Lois Lane
- Pierre Tessier : Manchester Black
- Jean-Claude Donda : Atomic Skull, Agent du MI-5
- Yoann Sover : Terrence Baxter, Manchester enfant, Jimmy Olsen
- Marc Alfos : Coldcast
- Kelvine Dumour : Menagerie, Vera Black enfant, Vera Black adulte
- Thierry Murzeau : Pa Kent, Pundit, Perry White, Ambassadeur pokolistanais
- Marc Perez : Garçon jouant à Superman

Société de doublage VF : Dubbing Brothers, adaptation VF : Michel Berdah, direction artistique VF : Céline Krief
 Source : voix originales et françaises sur Latourdesheros.com.

## Production
Le film a été annoncé par Bruce Timm lors du San Diego Comic-Con 2011 à l'occasion de la projection de Batman: Year One.